# Europese weg 28
De Europese weg 28 of E28 is een Europese oost-westverbinding en loopt van de Berliner Ring naar Rusland. De route is voor het grootste deel uitgevoerd als tweestrooksweg, de 6 in Polen.

## Plaatsen langs de E28
Duitsland
- Berlijn
- Prenzlau

Polen
- Stettin
- Goleniów
- Koszalin
- Słupsk
- Gdańsk
- Elbląg

Rusland
- Kaliningrad
- Nesterov

Litouwen
- Marijampolė
- Vilnius

Wit-Rusland
- Minsk